# IC 1375
IC 1375 је галаксија у сазвјежђу Ждријебе која се налази на листи објеката дубоког неба у Индекс каталогу.
Деклинација објекта је + 3° 59' 9" а ректасцензија 21h 20m 59,7s. Привидна величина (магнитуда) објекта IC 1375 износи 13,7 а фотографска магнитуда 14,7. IC 1375 је још познат и под ознакама CGCG 401-15, NPM1G +03.0550, PGC 66603.